# 圣胡安地铁
聖胡安地鐵（西班牙語：San Juan Tren Urbano），是美国属地波多黎各首府圣胡安的地铁系统，目前只有一条线，长17.2公里，有16个站，绝大部分都是高架或在地面上，只有石頭河站和大學站这两站及其区间是在地下。另外也准备以隧道形式进入圣胡安市中心，但是目前修建计划并未实际进行。

## 历史
1997年开工，原计划2001年开通，但直到2004年才开始试运行。2005年6月6日终于正式开通运营。